# Mariä-Heimsuchung-Kapelle (Nüziders)

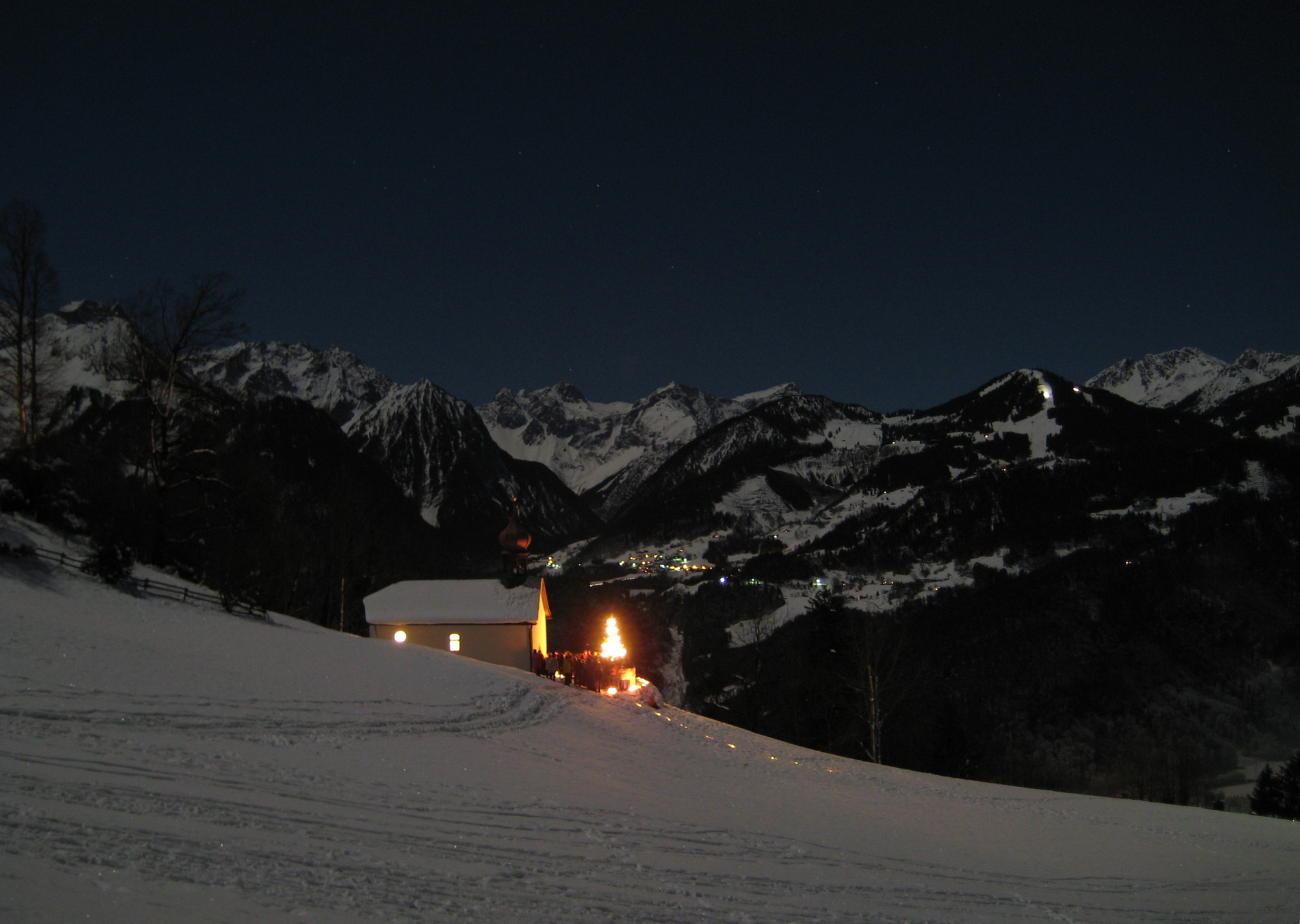
Mariä Heimsuchung in Laz

Die Kapelle zu Unserer lieben Frau Mariä Heimsuchung ist eine römisch-katholische Kapelle im Ortsteil Laz in der Gemeinde Nüziders. Sie steht in aussichtsreicher Lage in 922 m Höhe, fast 400 m über dem Talboden der Ill.
Die Kapelle wurde im Jahre 1672 gebaut. Der Rechteckbau unter einem Satteldach hat bergseitig den Chor mit 3/8-Schluss mit südlich angelehnter Sakristei. Der Glockenturm mit Zwiebelhaube ist talseitig im First aufgesetzt. Der Betraum hat ein Kreuzgratgewölbe und drei Flachbogenfenster. Der Chor hat ein stuckiertes Stichkappengewölbe.